# Славяно-греко-латинская школа в Ростове
Славяно-Греко-Латинская школа — учебное заведение в Ростове, основанное митрополитом Ростовским Дмитрием (Туптало). Вторая подобная школа на территории современной России, после Московской Славяно-Греко-Латинской академии.

## История
Прибыв в Ростов, митрополит Дмитрий посчитал образованность местных жителей низкой, в том числе и у священнослужителей, поэтому решил создать в городе учебное заведение. 1 сентября 1702 года проводится первый набор и занятия. Несмотря на подчинение Церкви, школа являлась светской: в ней обучались все сословия, в том числе и нищие, а становиться священником после окончания не было обязательным. Учителя греческого и латинского языка получали по 30 рублей в год, русского языка 5 рублей, все ученики и учителя также ежедневно получали пособие.
Система обучения напоминала ту, что была в Киево-Могилянской Академии, которую и закончил Дмитрий. В школе был установлен срок обучения в 3 года, образование было разделено на три класса: низший (infima classis или грамматический), средний (media classis или латинский), высший (suprema classis или философский). В классе на первом месте сидел лучший ученик — «император», в его обязанности входили проверка домашнего задания, повторение уроков, выставление оценок и т. д. Его первым помощником был «первый сенатор», дальше следовали «сеньоры», помогавшие учителям в младших классах, а самые дальние ряды составляли худшие ученики. Дмитрий лично вёл некоторые занятия, принимал экзамены, занимался с наиболее способными учениками, создал при школе театр, в котором играли, рисовали и устанавливали декорации школьники.
В школе переписывались сборники упражнений по латыни, учащиеся могли пользоваться книгами самого митрополита. Известно также о нескольких сборниках (как в прозе, так и в стихах) сочинений, написанных на латыни учениками школы. Лучшие ученики ездили с учителями в Москву, известно и о трёх выпускниках, которые поступили в Славяно-греко-латинскую академию.
Ростовская школа активно действовала до 1705 года, когда глава Монастырского приказа граф И. А. Мусин-Пушкин счёл содержание школы слишком затратным: военные действия требовали дополнительных средств. Возможно, в последующие годы — до кончины митрополита Димитрия в 1709 году — школа продолжала деятельность в очень скромных масштабах, но ясных сведений об этом не обнаружено.
В 1739 году ростовский архиепископ Иоаким (Владимиров) восстановил школу, но и она просуществовала только до 1742 года. Считается, что на основе этой школы впоследствии образовалась Ростовская семинария, переведённая в Ярославль.

## Театральные постановки
- «На Рождество Христово»
- «На погребение Христово плач»
- «Венец Димитрию»